# Markus Krajewski (Medienwissenschaftler)
Markus Krajewski (* 1972 in Olpe) ist ein deutscher Kultur- und Medienwissenschaftler. Er ist Professor für Medienwissenschaft an der Universität Basel.

## Leben
Von 1992 an studierte Krajewski an der Universität zu Köln Neuere Deutsche Literatur, Philosophie und Soziologie. 1996 wechselte er an die Humboldt-Universität zu Berlin. Nach seinem Magister artium in Kulturwissenschaften und Neuerer Deutscher Literatur 2000 war er zunächst freiberuflich tätig als Autor und Softwareentwickler. 2001 erhielt er am Hermann von Helmholtz-Zentrum für Kulturtechnik eine Stelle als wissenschaftlicher Mitarbeiter. 2002 wechselte er an die Bauhaus-Universität Weimar, wo er 2005 zum Dr. phil. promoviert wurde.
2008 wurde er dort auf die Juniorprofessur für Mediengeschichte der Wissenschaften berufen. Nach einem einjährigen Forschungsaufenthalt am Mahindra Humanities Center der Harvard University sowie einer Gastprofessur am dortigen Department of the History of Science 2008/2009 habilitierte er sich 2011. 2013 hatte er eine Gastprofessur an der Leuphana Universität Lüneburg inne.
Seit 2014 ist Krajewski an der Universität Basel Professor für Medienwissenschaft mit Schwerpunkt Medientheorie und Mediengeschichte.

## Publikationen (Auswahl)
Als Autor
- Zettelwirtschaft. Die Geburt der Kartei aus dem Geiste der Bibliothek. Kulturverlag Kadmos, Berlin 2002. ISBN 3-931659-29-1 (Druckfassung der Magisterarbeit)
  - Engl. Ausgabe: Paper Machines. About Cards & Catalogs, 1548–1929. Cambridge, Mass./London, The MIT Press 2011. ISBN 978-0-262-01589-9
- Restlosigkeit. Weltprojekte um 1900. Fischer Taschenbuch Verlag, Frankfurt am Main 2006. ISBN 978-3-596-16779-1 (Dissertation)
  - Engl. Ausgabe:  World Projects. Global Information Before World War I. The University of Minnesota Press, Minneapolis 2014. ISBN 978-0-8166-8351-2
- Der Diener. Mediengeschichte einer Figur zwischen König und Klient. S. Fischer Verlag, Frankfurt am Main 2010. ISBN 978-3-10-038198-9
  - Engl. Ausgabe:  The Server. A Media History from the Present to the Baroque. Yale University Press, New Haven 2018. ISBN 978-0-300-18081-7
- Lesen, Schreiben, Denken. Zur wissenschaftlichen Abschlußarbeit in 7 Schritten. Böhlau Verlag, Köln/Weimar/Wien 2013, 2. Aufl. 2015. ISBN 978-3-8252-4237-4
- Bauformen des Gewissens. Über Fassaden deutscher Nachkriegsarchitektur. Mit Fotografien von Christian Werner. Alfred Kröner Verlag, Stuttgart 2016. ISBN 978-3-520-90801-8
- Rekursion und Revision. Robert Walser, Christian Morgenstern und die mimetische Praxis des Schreibens. Brill | Fink, Leyden/Paderborn, Reihe “Medien und Mimesis”, Bd. 4, 2022 (zusammen mit Ines Barner).
- (mit Margaretha Jüngling und Christian Werner): Kulturtechnik Kochen. Oder: Ausführliche Geschichte eines barocken Schauessens bei Neapel, seiner Entstehung und Hintergründe sowie der Reise nach Italien in vier Etappen nebst delikaten Rezepten zum Nachkochen und imposanten Bildern der Gerichte. Schwabe Verlag, Basel 2024. ISBN 978-3-7965-4956-4. 2025 ausgezeichnet von der Stiftung Buchkunst als eines der fünf schönsten deutschen bücher in der Kategorie Ratgeber - Sachbücher.

Als Herausgeber
- (mit Lorenz Gräf): Soziologie des Internet. Handeln im elektronischen Web-Werk. Campus-Verlag, Frankfurt am Main 1997. ISBN 3-593-35773-9
- (mit Peter Berz und Helmut Höge): Das Glühbirnenbuch. edition selene, Wien 2001. ISBN 978-3-442-33790-3
- (mit Bernhard Siegert): Thomas Pynchon. Archiv – Verschwörung – Geschichte. Verlag und Datenbank für Geisteswissenschaften, Weimar 2003. ISBN 3-89739-367-0
- Projektemacher. Zur Produktion von Wissen in der Vorform des Scheiterns. Kulturverlag Kadmos, Berlin 2004. ISBN 978-3-931659-56-1
- (mit Harun Maye): Die Hyäne. Lesarten eines politischen Tiers. Mit Photos von Pieter Hugo. diaphanes Verlag, Zürich/Berlin, 2010. ISBN 978-3-03734-136-0
- Cornelia Vismann: Medien der Rechtsprechung, hrsg. von Alexandra Kemmerer und Markus Krajewski. S. Fischer Verlag, Frankfurt am Main 2011. ISBN 978-3-10-067031-1
- Cornelia Vismann: Das Recht und seine Mittel. Ausgewählte Schriften, hrsg. von Markus Krajewski und Fabian Steinhauer. S. Fischer Verlag, Frankfurt am Main 2012. ISBN 978-3-10-067032-8
- (mit Jasmin Meerhoff und Stephan Trüby): Dienstbarkeitsarchitekturen. Vom Service-Korridor zur Ambient Intelligence. Wasmuth Verlag, Tübingen, Berlin, 2017, ISBN 978-3-8030-0817-6
- (mit Harun Maye): Böse Bücher. Inkohärente Texte von der Renaissance bis zur Gegenwart. Verlag Klaus Wagenbach, Berlin, 2019, ISBN 978-3-8031-3678-7
- (mit Antonia von Schöning und Mario Wimmer): Enzyklopädie der Genauigkeit. Konstanz University Press, Konstanz 2021, ISBN 978-3-8353-9133-8.
- (mit Harun Maye): Universalenzyklopädie der menschlichen Klugheit. Kulturverlag Kadmos, Berlin, 2020, ISBN 978-3-86599-449-3
- (mit Hannes Bajohr): Quellcodekritik. Zur Philologie von Algorithmen. August Verlag, Berlin, 2024, ISBN 978-3-7518-9020-5